# Луїс Рамальйо
Луїс Рамальйо (ісп. Luis Ramallo, нар. 4 липня 1963, Кочабамба) — болівійський футболіст, що грав на позиції нападника.
Виступав, зокрема, за клуб «Дестроєрс», а також національну збірну Болівії.

## Клубна кар'єра
У дорослому футболі дебютував 1982 року виступами за команду «Дестроєрс», у якій провів одинадцять сезонів, взявши участь у 271 матчі чемпіонату. Більшість часу, проведеного у складі «Дестроєрс», був основним гравцем атакувальної ланки команди. У складі «Дестроєрс» був одним з головних бомбардирів команди, маючи середню результативність на рівні 0,35 гола за гру першості.
Протягом 1994—1995 років захищав кольори клубу «Орієнте Петролеро».
Завершив ігрову кар'єру у команді «Хорхе Вільстерман», за яку виступав протягом 1996—1999 років.

## Виступи за збірну
У 1989 році дебютував в офіційних матчах у складі національної збірної Болівії.
У складі збірної був учасником розіграшу Кубка Америки 1993 року в Еквадорі, чемпіонату світу 1994 року у США.
Загалом протягом кар'єри в національній команді, яка тривала 9 років, провів у її формі 36 матчів, забивши 9 голів.